# Natural Born Kissers
"Natural Born Kissers" är det sista och avsnittet 25 från säsong nio av Simpsons och sändes på Fox den 17 maj 1998. I avsnittet upptäcker Homer och Marge de att de blir upphetsade då det är nära att bli upptäckta då de försöker ha sex. Bart och Lisa börjar leta efter nedgrävda skatter med hjälp av en metalldetektor. Avsnittet fick i USA, åldersmarkeringen TV-PG DS. Avsnittet skrevs av Matt Selman och är det enda som regisserades av Klay Hall.

## Handling
Det är Homer och Marges elfte bröllopsdag och efter att farfar, som skulle vara barnvakt, gått och vaktat fel barn, grannarna Rod och Todd Flanders, måste de ta med sig Bart, Lisa och Maggie på deras bröllopsmiddag. De går till en familjerestaurang som är formad som ett flygplan där Marge tycker att barnen skämmer bort dem. Senare på kvällen när Homer och Marge försöker ha sex saknar de lust. På morgonen upptäcker de att Homer glömde på kvällen stänga frysdörren efter att han hade hittat en bit av bröllopstårtan från deras bröllop där, detta ledde till att kylskåpsmotorn gick sönder. Homer och Marge åker iväg för att skaffa en ny motor, men då de kommit ut på landet med bilen börjar det regna och bilen fastnar i en lerhög. Homer och Marge springer till närmaste lada för att undvika regnet. 
Bonden som äger ladan upptäcker att dörren till den är öppen och misstänker att någon brutit sig in där men han hittar inte dem eftersom de har gömt sig i en hög med hö. Känslan att nästan blivit upptäckta gjorde Marge och Homer upphetsade och de har sex i ladan. Marge och Homer har nu återfått lusten till sex och de åker iväg nästa helg till en bed and breakfast. Där får de dock inte till det igen men då städerskan kommer in medan de försöker få till det blir de upphetsade och de inser att känslan att bli upptäckta får dem att bli upphetsade så de bestämmer sig för att ha sex i samlingsrummet bakom gardinerna. En tid senare försöker Marge och Homer ha offentligt sex igen, denna gång i en väderkvarn på en bangolfbana, samma plats där de gjorde Bart. Medan de är nakna fastnar en boll från en spelare i väderkvarnen och de upptäcker att de är något där inne. Då de tror att det är en björn bestämmer de sig för att gasa väderkvarnen. Detta får Marge och Homer att fly väderkvarnen och börja springa nakna igenom Springfield. De hoppar till slut in i en luftballong och flyger iväg i den och landar på en footballsarena som är fullt med folk. Publiken börjar fotografera dem. Marge och Homer tycker att det från början är pinsamt men accepterar sen situationen och blir gärna fotograferade nakna.
Nästa dag är Marge och Homers äventyr huvudnyheten i tidningen. Detta gör så att Bart och Lisa ser en nakenbild på sina föräldrar. Marge försöker förklara vad som hände men Homer stoppar henne och tycker de ska istället gå och spela bangolf, men det visar sig att Marge och Homer åker ensamma iväg och spelar golf och lämnar barnen hemma.   Under Marge och Homers äventyr får Bart och Lisa besöka farfar på Springfield Retirement Castle och börjar låna hans metalldetektor. De hittar dock inget värdefullt till en början men till slut hittar det ett alternativt slut av Casablanca. Detta upptäcks av producenten till filmen, Old Jewish Man, som betalar dem för att gömma den igen samt ett alternativt slut till Livet är underbart.

## Produktion
"Natural Born Kissers" skrevs av Matt Selman och det var hans första manus, han baserade historien på vad han vet om sina föräldrars relation. Avsnittet är det enda som regisserades av Klay Hall. Då Fox fick höra handlingen bad de Mike Scully att inte göra avsnittet och det är enda gången han blev tillsagd av dem att inte göra ett avsnitt. Fox gillade inte de sexuella anspelningarna och uttrycken som användes i avsnittet. Producenterna struntade i det mesta som Fox ansåg om avsnittet.
De gillade inte bland annat scenen då kon tittade på när Homer och Marge hade sex, delen med bangolfbanna och Homer när han var i luftballongen. Efter att avsnittet sändes uppdagades ett misstag i seriens kontinuitet, Marge och Homer ska enligt tidigare avsnitt haft sex där de fick Bart i ett slott, inte i en väderkvarn.

## Kulturella referenser
Titeln är en referens till Natural Born Killers. Delen med flygplanet som är en restaurang är en referens till en ubåtsformad restaurang när Fox-studion. I avsnittet nämns två klassiska filmer, Casablanca och Livet är underbart. I avsnittet spelar man upp låten "Spanish Flea". Under eftertexterna spelas "Rock the Casbah".

## Mottagande
Avsnittet hamnade på plats 29 över de mest sedda programmen under veckan och en Nielsen rating på 8.8, vilket ger 8,6 miljoner hushåll. Avsnittet var det fjärde mest sedda på Fox under veckan. Matt Groening anser att avsnittet är det åttonde bästa avsnittet, och anser att scenen då kon ser Marge och Homer när de har sex är en av de bästa placeringarna för slutet på en akt. i I Can't Believe It's a Bigger and Better Updated Unofficial Simpsons Guide skriver Warren Martyn och Adrian Wood att avsnittet var roligt och anser att det är utformat som att det kunde hända i verkligheten och nämner att alla sexliv behöver lite spänning då och då. De gillar mest resan med ballongen och scenen då försöker förklara för barnen vad som hände. Avsnittet finns med i DVD-samlingen, The Simpsons Kiss and Tell: The Story of Their Love. Louis R. Carlozo från Chicago Tribune, anser att avsnittet är bättre än ett annat avsnitt som tar upp deras sexliv, "Large Marge".